# Папуга-червонокрил австралійський
Папуга-червонокрил австралійський (Aprosmictus erythropterus) — вид птахів з родини папугові (Psittacidae). Мешкають в Австралії та на Новій Гвінеї.

## Опис
Це середнього розміру папуга, з довжиною тіла від 30 до 33 см і вагою від 120 до 210 г. Хвіст широкий, прямокутної форми, довжиною 13 см. Він приблизно на третину коротший, ніж крила. Виду притаманний статевий диморфізм, що виражається в забарвленні. У самців голова яскраво-зеленого кольору, маківка дещо синювата. Нижня частина спини темно-блакитна, верхня частина спини і покривні пера чорні, на крилах широка червона смуга. Самки дещо тьмяніших відтінків, червоний колір на крилах тільки по краю, нижня частина спини світло-блакитна, решта спини зелена. Горло, груди, живіт і стегна у птахів зелені, кінчик хвоста жовтий, дзьоб червоний або оранжевий, лапи сірі. Молоді птахи забарвленням подібні до самок. жа винятком жовтого дзьоба. Молоді самці набувають дорослого забарвлення у віці 2 років, самиці у віці півтора років.

## Поширення й екологія
Цей вид птахів мешкає в північній і північно-західній Австралії. Ареал досить великий і простягається до Пілбари в Західній Австралії, до півночі Нового Південного Уельсу і північного сходу Південної Австралії. Також цей вид папуг мешкає на півдні Нової Гвінеї.
Австралійські папуги-червонокрили мешкають у відкритих лісових масивах, часто поблизу водойм. Вони уникають посушливих регіонів. Віддають перевагу лісам з евкаліптів, акацій, казуарин і кипарисів. На півночі Австралії зустрічаються в мангрових заростях. Зустрічаються також в парках і садах.
Цей вид птахів веде кочовий спосіб життя, рухаючись в пошуках їжі. Живуть парами або невеликими зграйками, не більше 20 птахів. Вони живуть в кронах дерев, іноді злітаючи на землю для поїдання зерен або втамування спраги. Харчуються насінням, фруктами, ягодами, горіхами, квітками, нектаром, а також комахами та їхніми личинками. Віддають перевагу насінню та квіткам евкаліптів і насінню акацій.

## Підвиди
Міжнародна спілка орнітологів визнає два підвиди австалійського папуги-червонокрила:
- A. e. coccineopterus – південь Нової Гвінеї і північ Австралії;
- A. e. erythropterus – центрально-східна Австралія.

Іноді новогвінейську популяцію виділяють в окремий підвид A. e. papua.

## Розмноження
На півдні Австралії папуги-червонокрили гніздяться з серпня по лютий; на півночі в квітні-травні. Гнізда влаштовують в глибоких дуплах дерев, часто евкаліптів. В кладці 3-6 яєць довжиною 31 мм. Самка насиджує яйця приблизно 18 днів, в цей час самець приность самці корм. Пташенята залишаються під опікою батьків впродовж п'яти тижнів. Самці досягають статевої зрілості у віці 2,5–3 років, самиці трохи раніше.

## Збереження
Це численний і поширений вид птахів. МСОП вважає його таким. що не потребує особливих заходів зі збереження.